# Tungt vand
Tungt vand er vand, der har fået erstattet et eller begge brintatomer H med den tungere, stabile isotop ²H – eller D (for deuterium). F.eks. DHO eller D2O.
Deuterium består populært sagt af en neutron, en proton og en elektron. Dermed er deuterium ca. dobbelt så tungt som 1H = H, da deuterium har en neutron, en proton og en elektron, hvor 1H kun har en proton og en elektron.
Tung is, lavet af frossent tungt vand D2O, har en massefylde på 1,108 g/cm3 og vil derfor synke i almindeligt vand.

## Anvendelse
D2O anvendes i nogle typer atomreaktorer som neutron-moderator. 
Tungt vand blev også anvendt under 2. verdenskrig af tyskerne, som brugte det i deres forsøg på at udvikle atombomber.[kilde mangler] Det blev da fremstillet på en fabrik i Rjukan i Telemarken, Norge.[kilde mangler] Der bliver ca. produceret 12 tons tungt vand pr. år.